# Dominik Martinović
Dominik Martinović (* 25. März 1997 in Stuttgart) ist ein kroatisch-deutscher Fußballspieler.

## Karriere

### Vereine
Nach seinen Anfängen in der Jugend der Stuttgarter Kickers und des VfB Stuttgart, mit dem er am Saisonende 2012/13 Deutscher B-Jugend-Meister wurde, kam er 2013 zum FC Bayern München, für dessen A-Jugend er auch zwölfmal in der UEFA Youth League spielte. Im Sommer 2016 wechselte er in die zweite Mannschaft von RB Leipzig. Nachdem diese Mannschaft zum Ende der Saison 2016/17 aufgelöst worden war, wechselte er in der Winterpause der Saison 2017/18 zum SV Wehen Wiesbaden. Dort kam er auch zu seinem ersten Einsatz im Profibereich in der 3. Liga, als er am 28. April 2018 (36. Spieltag) beim 3:0-Sieg im Heimspiel gegen den FSV Zwickau in der 90. Minute für Manuel Schäffler eingewechselt wurde und ihm dabei der Treffer zum 3:0-Endstand gelang.
Nachdem er in der Saison 2018/19 bis Mitte November 2018 in Wiesbaden nicht zum Einsatz gekommen war, absolvierte er ein Probetraining beim Drittligakonkurrenten SG Sonnenhof Großaspach, für den er in einem Testspiel gegen den 1. FC Heidenheim einen Treffer zum 2:2-Endstand beitragen konnte. Zum Jahresende 2018 wurde sein Vertrag von Wehen Wiesbaden aufgelöst und er schloss sich zur Rückrunde der Drittligasaison 2018/19 der SG Sonnenhof Großaspach an. Am 27. Juli 2020 wurde sein Wechsel zum SV Waldhof Mannheim bekanntgegeben.
Im Sommer 2023 wechselte er zum 2. Bundesliga-Aufsteiger SV Elversberg. Sein Debüt für die Elversberger gab Martinović am 8. Spieltag der Saison gegen die SpVgg Greuther Fürth, gegen denselben Gegner erzielte er im Rückspiel am 10. März 2024 beim 4:1-Auswärtssieg sein erstes Zweitligator.
Kurz vor dem Beginn der Saison 2024/25 wechselte Martinović zum kroatischen Erstligisten NK Slaven Belupo.
Im Januar 2025 wechselte er zu Drittligist Rot-Weiss Essen. Sein Debüt für Essen gab er am 20. Spieltag im Drittliga-Spiel gegen Alemannia Aachen, das die Essener mit 0:2 verloren.

### Nationalmannschaft
Martinović bestritt im Jahr 2012 für die Nachwuchsnationalmannschaften des DFB in den Altersklassen U15 und U16 insgesamt sechs Länderspiele, in denen er sieben Tore erzielte. Im Jahr 2016 trat er in drei Länderspielen der kroatischen U19-Nationalmannschaft in Erscheinung.